# Кру (Вирџинија)
Кру (енгл. Crewe) град је у америчкој савезној држави Вирџинија. По попису становништва из 2010. у њему је живело 2.326 становника.

## Демографија
Према попису становништва из 2010. у граду је живело 2.326 становника, што је 52 (2,2%) становника мање него 2000. године.
| Група             | 2000.         | 2010.         |
| Белци             | 1.815 (76,3%) | 1.474 (63,4%) |
| Афроамериканци    | 503 (21,2%)   | 672 (28,9%)   |
| Азијати           | 4 (0,2%)      | 0 (0,0%)      |
| Хиспаноамериканци | 19 (0,8%)     | 155 (6,7%)    |
| Укупно            | 2.378         | 2.326         |